# Бриџвил (Пенсилванија)
Бриџвил (енгл. Bridgeville) град је у америчкој савезној држави Пенсилванија.

## Демографија
По попису из 2010. године број становника је 5.148, што је 193 (-3,6%) становника мање него 2000. године.
| Група             | 2000.         | 2010.         |
| Белци             | 5.003 (93,7%) | 4.710 (91,5%) |
| Афроамериканци    | 236 (4,4%)    | 214 (4,2%)    |
| Азијати           | 20 (0,4%)     | 64 (1,2%)     |
| Хиспаноамериканци | 41 (0,8%)     | 58 (1,1%)     |
| Укупно            | 5.341         | 5.148         |